# Sehunou
Sehunou – wieś w Botswanie w dystrykcie Central. Według spisu ludności z 2011 roku wieś liczyła 1049 mieszkańców.